# 줄피카르 알리 부토
줄피카르 알리 부토(Zulfikar Ali Bhutto, 우르두어: ذوالفقار علی بھٹو, 신드어: ذوالفقار علي ڀُٽو, 발음: [zʊlfɪqɑːɾ ɑli bʱʊʈːoː], 1928년 1월 5일 ~ 1979년 4월 4일)는 파키스탄의 정치인으로 제4대 대통령(1971년 ~ 73년), 제9대 총리(1973년 ~ 77년)이다. 파키스탄의 가장 크고 영향적인 정당인 파키스탄 인민당의 창당자이다. 딸은 두 차례 총리를 지냈으나 2007년 12월 27일에 암살된 베나지르 부토이다.
1945년 미국 캘리포니아 대학교 버클리에 입학하여 학사학위를 받고 영국 옥스퍼드 대학교에서 법학박사 학위를받은 부토 총리는 자신의 명랑한 재기와 이해력으로 언급되었다.
부토는 1979년 이른바 정치적 상대의 살인을 정식으로 허가한 것으로 사형을 당하였다. 사형은 무함마드 지아울하크 장군(후에 대통령)의 지령 아래 실행되었다. 그의 성원자들은 그의 이름 앞에 우르두어로 순교자를 의미하는 "사헤드"라는 존칭적인 칭호를 추가하여 샤헤드 에 아잠 줄피카르 알리 부토("위대한 순교자")로 알려졌다.
특권으로 태어난 부토는 자신의 전부 동료 시민들의 복지를 위한 열렬한 근심을 가져 자신의 정치적 기반에 의식주를 마련하였다. 자신의 귀족적 배경에 불구하고, 그의 성원의 거의는 적은 특권이 주어진 국민들로부터 왔다. 부토는 입법적인 경력으로 자신을 쉽게 바칠 수 있었으나 농촌의 가난한 자들에게 권한을 부여하는 데 순종의 욕망과 함께 정계에 입문하였다. 평등주의, 국가의 단일성과 수단들의 더욱 공명한 분배의 자신의 옹호에서 수피 이슬람의 다른 이들을 위한 사랑에 중요성에 그 전통에 의존하였다.

## 어린 시절
부토는 후에 신드주가 된 당시 영국령 인도 제국의 라르카나에서 두드러진 이트나 아샤라 시아 이슬람 집안의 샤 나와즈 부토 경과 쿠르셰드 베굼에게 태어났다. 그는 자식들 중의 셋째였으며, 첫째 아들 시칸다르는 1914년 7세의 나이에 폐렴으로 사망하고, 둘째 임다드 알리는 1953년 39세의 나이에 경화로 사망하였다. 그의 부친은 부유한 지주 즉 자민다르이자 신드주에서 영국 통치의 공무원들과 영향적인 관계를 즐긴 신드주에서 두드러진 정치인이었다. 소년으로서 줄피카르 알리 부토는 성당과 존 코넌 학교에서 공부하는 데 봄베이(현재의 뭄바이)로 이주하였다. 이 시기 동안 그는 또한 연맹 파키스탄 운동에서 학생 활동가가 되기도 하였다. 1943년 그의 결혼 생활은 시린 아미르 베굼(2003년 1월 19일 카라치에서 사망)과 타합되었다. 후에 그는 재혼하는 데 순서에서 그녀를 떠났다. 1947년 부토는 서던캘리포니아 대학교에 입학되었다.
이 시간 동안 부토의 부친은 현재 구자라트주에 있는 주나가드의 국가 정세에서 논쟁적 역할을 하였다. 주 재무장관으로서 근위 정변에 권력으로 온 그는 1947년 12월 인도의 중재에 의하여 최후적으로 취소된 파키스탄에 국가의 계승을 안정시켰다. 1949년 부토는 캘리포니아 대학교 버클리로 옮겨 정치학에서 명예 학위를 취득하고, 아시아인 처음으로 학생 자치워원회로 선출되었다. 여기서 그는 사회주의의 이론에서 흥미를 가지게 되어 이슬람교 국가들에서 사회주의의 가능성에 관한 강의를 하였다. 1950년 6월 부토는 옥스퍼드 대학교에서 법률을 수학하는 데 영국으로 떠났다. 자신의 전공을 마침에 그는 1953년 링컨스 인에 있는 법정으로 불림을 받았다.
1951년 9월 8일 부토는 카라치에서 2번째 부인이자 시아 이슬람 여성 이란의 쿠르드인 베굼 누스라트 이스파히니와 재혼하였다. 그의 딸이자 그들의 첫째 베나지르가 1953년에 태어났다. 그는 아들 무르타자(1954년생), 2번째 딸 사남(1957년생)과 막내 아들 샤나와즈(1958년생)에 의하여 이어졌다. 그는 카라치에서 법률 실행에서 자신을 설립하기 전에 신드 무슬림 대학교에서 당시 총장 하사날리 라흐만으로부터 명예 법학 학위를 받아 거기서 강사의 직위를 받아들였다. 그는 또한 부친의 사망 후, 자신의 가족의 소유지와 비지니스 이익들의 경영을 차지하기도 하였다.

## 정치 경력
1957년 부토는 유엔으로 파키스탄 사절단의 최연소 일원이 되었다. 1957년 10월 25일 그는 침략에 관한 국제 연합 총회 6차 위원회에서 연설하고, 1958년 해양법에 관한 국제연합 협약으로 파키스탄의 대표단을 지도하였다. 동년에 부토는 권력을 빼앗고 계엄령을 선포한 무함마드 아유브 칸 대통령에 의하여 동력부 장관의 임무가 주어질 때 최연소 파키스탄의 내각 장관이 되었다. 그는 이어서 상공부를 지위하는 데 진급되었다. 부토는 아유브 칸 대통령에게 가갑고 신임적인 조언자가 되어 정치에서 자신의 청춘과 상관적인 무경험에 불구하고 영향력과 권력에서 자라났다. 1960년 인도와 인더스 용수 조약을 협상하는 데 아유브 칸을 원조하였다. 1961년 부토는 파키스탄에 경제적과 기술의 원조로 또한 동의된 소련과 석유 탐험 동의서를 협상하였다.

### 외무 장관

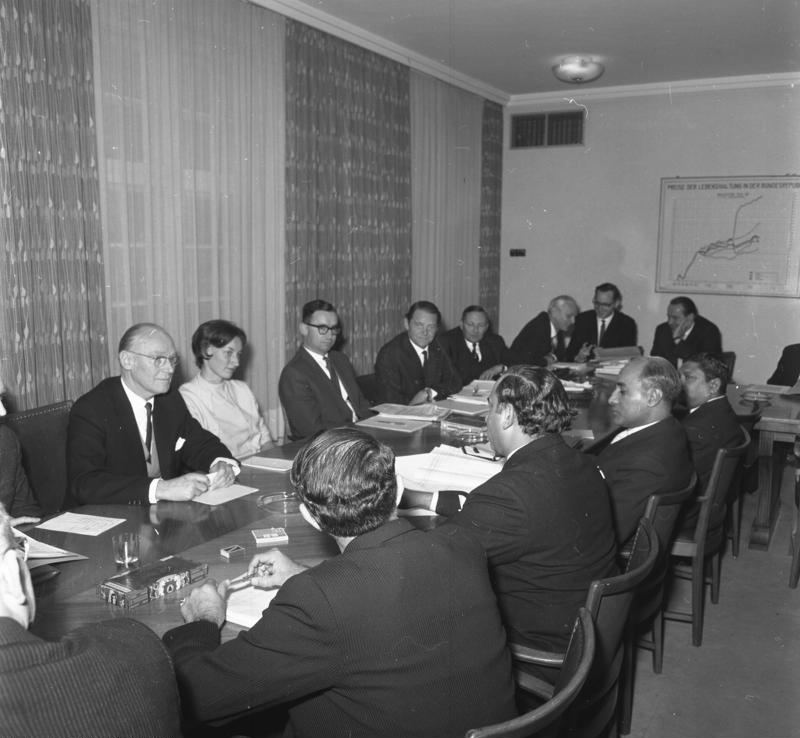
외무 장관 시절 부토가 본에서 서독의 공무원들과 회담을 가지는 모습 (1965년)

1962년 부토는 파키스탄의 외무 장관으로 임명되었다. 권력으로 그의 빠른 상승은 또한 그에게 국내적 현저와 인기를 가져오기도 하였다.
외무 장관으로서 부토는 두드러지게 파키스탄의 친서방 외교 정책을 변형시켰다. 동남아시아 조약 기구와 중앙 조약 기구 안에서 파키스탄을 위한 두드러진 역할을 유지하는 동안 부토는 미국의 독립의 영향이어던 파키스탄을 위하여 외교 정책 진행을 단언하였다. 부토는 파키스탄의 미국과 동맹의 폐기로 보여진 1962년 중국-인도 전쟁이 일어나는 동안과 그 후 인도에 군사 원조를 위하여 미국을 비판하였다. 부토는 또한 중화인민공화국과 더욱 강한 관계들을 설립하는 일을 하였다. 부토는 베이징을 방문하여 군사와 산업의 기획의 큰 수에서 파키스탄을 돕는 데 동의된 중화인민공화국의 체제와 무역과 군사 동의서들을 협상하는 데 아유브 칸을 도왔다. 부토는 또한 1963년 3월 2일 파키스탄 지배 아래의 카슈미르부터 중화인민공화국의 통제까지 영토의 750 스퀘이 킬로미터를 양도한 중국-파키스탄 경계선 동의서를 서명하기도 하였다. 부토는 비동맹에 자신의 믿음을 단언하여 파키스탄을 비동맹 기구들에서 영향적인 회원국으로 만들었다. 전이슬람의 화합을 믿는 부토는 인도네시아, 사우디아라비아와 다른 아랍 국가들과 가까운 관계들을 개발하였다.
부토는 카슈미르 분쟁과 다른 논쟁점들에 인도에 대항하는 강경 노선과 대립 정책들을 주창하였다. 1965년 9월 유엔에 의하여 결의된 쿠치의 란에서 국제 경계선 근처에 인도와 파키스탄 군들 사이에 작은 접전이 일어났다.
부토는 인도의 랄 바하투르 샤스트리 총리와 평화 조약을 협상하는 데 타슈켄트에서 아유브 칸에 가입하였다. 아유브 칸과 샤스트리는 전쟁 포로들을 교환하고, 전쟁 디전의 국경선으로 각각의 군인들을 철수시키는 데 동의하였다. 이 동의서는 파키스탄에서 깊게 인기가 없었고, 아유브 칸 정권에 주요 정치적 불안을 일으켰다. 시초적으로 소문들을 부인한 부토는 1967년 6월 외무 장관직을 사임하고, 아유브 칸 정권에 강한 반대를 표현하였다.

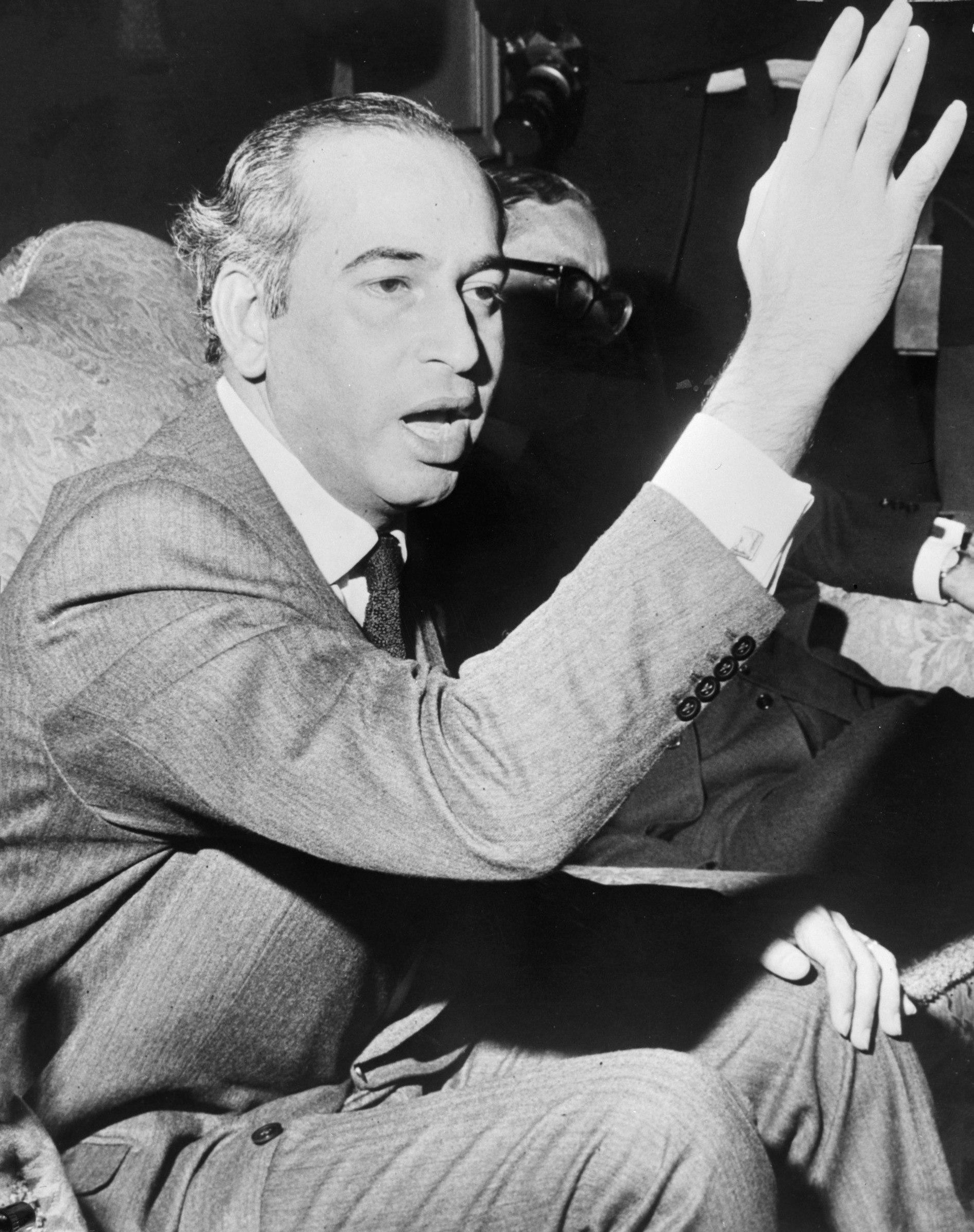
1971년의 부토

### 파키스탄 인민당
자신의 사임에 이어 큰 관중들이 1967년 6월 21일 라호르에 그의 도착에 부토의 연설을 들으러 모여들었다. 아유브 칸에 노여움과 반대의 작별을 두드린 부토는 정치적 연설을 하는 데 전국을 걸쳐 여행하기 시작하였다. 1966년 10월 연설에서 부토는 "이슬람은 우리의 신앙이요, 민주주의는 우리의 정책이요, 사회주의는 우리의 경제이다. 국민들에게 전부의 권력을!"라고 선포하였다. 이듬해 11월 30일 부토는 라호르에서 파키스탄 인민당을 창당하여 신드주, 펀자브주에서와 무하지르 공동체들 사이에 정치적 성원의 강한 근거를 설립하였다. 부토의 정당은 파키스탄 전국으로부터 다른 종류의 정당들을 연루하는 친민주주의 운동의 일부가 되었다. 파키스탄 인민당의 활동가들은 국가의 다른 일부들에서 큰 항의와 파업들을 공개하여 아유브 칸을 사임하는 데 압력을 증가시켰다. 1968년 11월 12일 부토의 체포는 더욱 거대하게 정치적 불안을 유발하였다. 자신의 석방 후, 부토는 라왈핀디에서 아유브 칸에 의하여 불러진 원탁회의에 참석하였으나 아유브 칸의 지속적인 직무와 지방 자치권을 위한 동파키스탄의 정치인 셰이크 무지부르 라흐만의 6개의 논점 운동을 거부하였다.
아유브 칸의 사임에 이어 새 대통령 야히아 칸은 1970년 12월 7일 의회 선거를 여는 약속을 하였다. 부토의 정당은 서파키스탄에서 선거구들로부터 의석의 다수를 이겼다. 하지만 무지부르 라흐만의 아와미 연맹은 동파키스탄에 위치한 선거구들로부터 철처히 다수를 이겼다. 부토는 아와미 연맹의 정부를 받아들이는 데 거부하고, 유명하게 파키스탄 국회의 취임식 회의들에 참석하는 데 도전한 아무 선출된 파키스탄 인민당원의 사기꾼을 깨는 약속을 하였다. 서파키스탄에 자본화가 동파키스탄의 분리주의에 위협을 주자 부토는 무지부르 라흐만이 파키스탄 인민당과 연정을 형성하는 것을 요구하였다. 부토와 다른 파키스탄의 정당들로부터 본질적인 압력 아래 야히아 칸 대통령은 무지부르 라흐만과 담화들이 실패한 후, 국회의 취임식 회의를 미루었다. 동파키스탄에서 인기있는 불법 행위의 한 복판에 지아우르 라흐만 소령이 셰이크 무지부르 라흐만의 지시에서 정치적 활동들을 진압하는 데 야히아 칸에 의하여 명령이 내려와진 파키스탄 육군에 의하여 무지부르 라흐만이 체포된 후, 1971년 3월 26일 "방글라데시"의 독립을 선언하였다. 육군의 대량 학살을 성원하고, 국제적 성원을 규합하는 데 일을 한 부토는 야히아 칸 정권으로부터 자신을 멀리 하였다. 그는 총리로서 벵골의 정치인 누룰 아민을 임명하는 데 야히아 칸의 계획을 받아들이는 데 거부하였다. 동파키스탄에서 인도의 중재는 그해 12월 16일에 항복한 파키스탄 군의 패배로 이끌었다. 고립된 야히아 칸은 12월 20일 사임을 하고, 첫 민간인 최고 계엄령 행정관은 물론, 대통령이자 육군 최고사령관이 된 부토에게 정권을 이양하였다.

## 파키스탄의 지도자

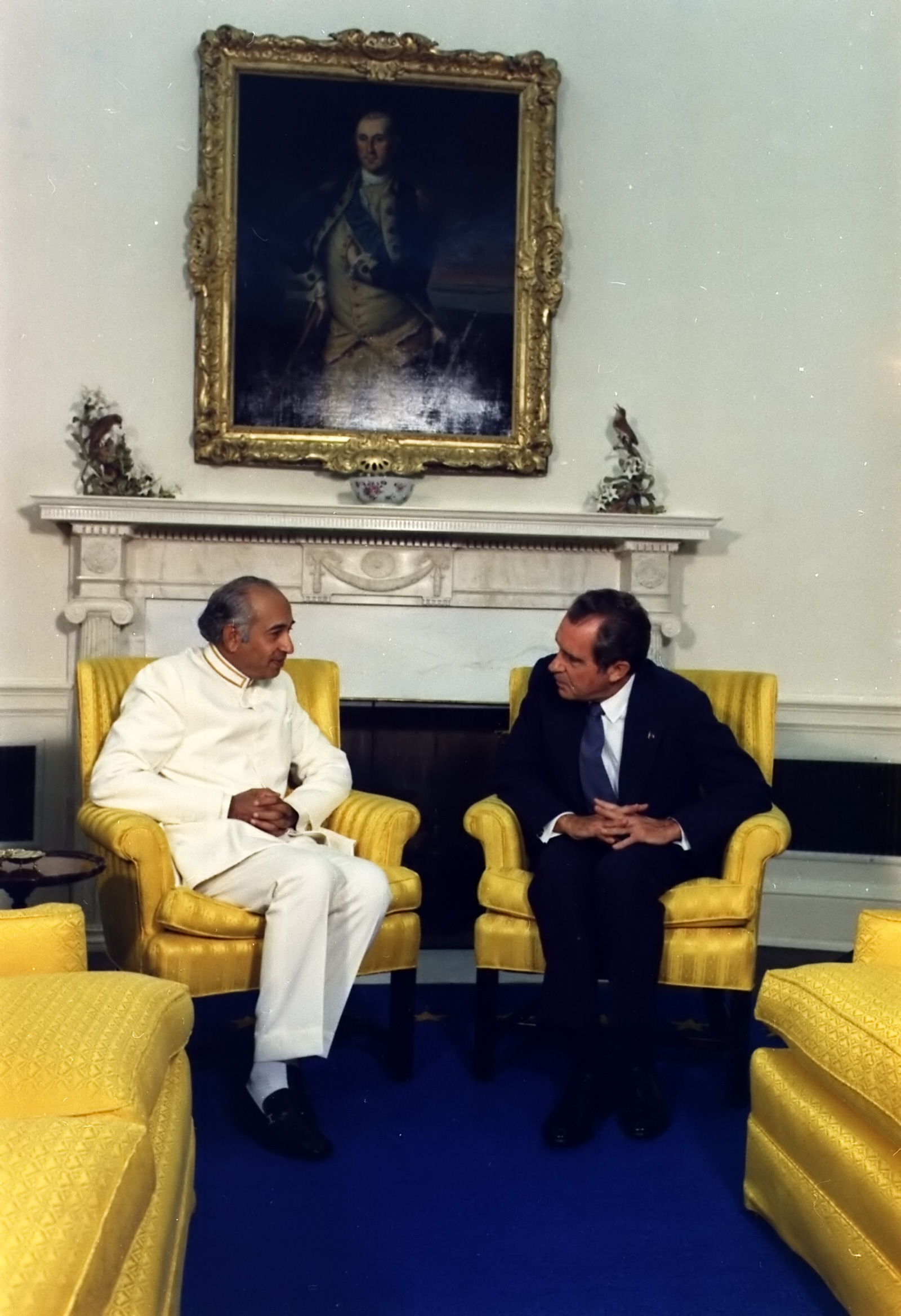
백악관에서 리처드 닉슨 대통령과 회담을 가지는 부토 총리 (1973년)

대통령으로서 부토는 "나의 친애하는 동포들, 나의 친애하는 친구들, 나의 친애하는 학생들, 노동자들, 농민들... 파키스탄을 위하여 싸운 자들... 우리는 우리 나라의 생활에서 최악의 위기를 향하고 있으며, 죽음의 위기입니다. 우리는 조각들, 매우 작은 조각들을 주워야 하나 우리는 새 파키스탄, 번영하고 진보적인 파키스탄을 건설할 것입니다."라고 텔레비전과 라디오를 통하여 국가에 연설하였다. 그는 야히아를 자택 감금에 놓고, 휴전을 중개하며 전쟁 포로로 데려가진 무지부르 라흐만의 석방에 명령을 내렸다. 이것을 실행하는 데 부토는 일찍이 일어난 무지부르 라흐만의 법정 재판의 전환하여 육군 준장 라히무딘 칸(후에 장군)이 무지부르 라흐만을 사형으로 선고내리는 데 통솔하였다. 새로운 내각을 임명한 부토는 굴 하산 장군을 육군 참모 총장으로 임명하였다. 1972년 1월 2일 부토는 철강, 대량의 공학, 대량의 전기, 석유 화학, 시멘트와 공공의 유용물을 포함한 전부의 주요 산업들의 국유화하는 것을 공고하였다. 새로운 노동 정책은 근로자들의 권리와 노동 조합을 늘이는 공고를 하였다. 자신이 봉건 제도의 배경으로부터 왔어도 부토는 대지의 소유를 제한시키는 개혁들과 정부가 차지한 1백만 에이커(4,000 km2)의를 토지가 없는 농민들게게 분배하는 데 공고하였다. 2,000명 이상의 문관들이 부패의 고발에 해산되었다. 부토는 또한 펀자브주에서 주요 경찰 파업을 진압하는 데 군사 상관들이 명령들을 거부한 후, 3월 3일 그들을 해산하기도 하였다. 그는 자신이 장군이 정치적 문제에 간섭하지 않으려 하고, 파키스탄 육군을 재건하는 데 집중하려 하는 것 같이 느껴지면서 그달에 티카 칸 장군을 새 육군 참모 총장으로 임명하였다. 부토는 4월 14일 국회를 소집하고, 4월 21일 계엄령을 폐지하였으며 새 헌법을 쓰면서 입법자들을 위탁하였다.
부토는 인도를 방문하여 인디라 간디 총리와 만나 형식적인 평화 동의서와 93,000명의 파키스탄 전쟁 포로의 석방을 협상하였다. 두 지도자는 양국이 카슈미르의 통제의 선을 수립하는 것을 위탁하고, 좌우 양측의 담화를 통하여 논쟁들을 평화롭게 결의하는 데 그들에게 의무를 지운 심라 동의서에 서명하였다. 부토는 또한 카슈미르의 평화적 결의를 위하여 더욱 나갓의 정상 회담을 개최하는 데 약속하였고, 방글라데시를 인정하는 데 보증하였다.
자신이 인도에 의하여 품어진 파키스탄군들의 석방을 안전하게 하였어도 부토는 이른바 인도에 너무 많은 양여들을 만드는 것에 많은이들에 의하여 비판을 받았다. 그 일은 만약 자신이 파키스탄군들의 석방과 인도군들에 의하여 점령된 영토의 반환을 안전하게 하니 못했다면 자신의 부토가 자신의 실각을 두려워 한 것으로 이론이 세워졌다. 부토는 원자력 개발 프로그램을 설립하였고, 파키스탄의 첫 원자력 반응 장치의 막을 열어 11월 28일 카라치에 캐나다와 협동으로 세웠다. 1973년 1월 부토는 발로치스탄 주에서 자라나는 반란 행위를 진압하는 데 육군에 명령을 내리고, 발로치스탄 주와 카이베르파크툰크와주에서 정부들을 해산하였다. 3월 30일 59명의 군사 사관들은 용의자들을 조사하는 데 군사의 법정을 인솔하는 데 이른바 당시 무함마드 지아울하크 준장을 임명한 부토에 대항하는 데 일격을 음모한 것에 체포되었다. 국회는 부토가 효력으로 4월 12일에 서명한 새 헌법을 찬성하였다. 헌법은 의원내각제와 파키스탄에서 "이슬람공화국"으로 선언하였다. 8월 10일 부토는 대통령직을 파잘 일라히 초드리에게 넘기고, 대신 총리의 직을 취하였다.
그해 7월 부토는 공식적으로 방글라데시를 승인하였다. 방글라데시를 공식 방문한 부토는 그 나라의 자유 투사들을 위한 기념비에 꽃을 올려놓은 것으로 파키스탄에서 비판을 받았다. 부토는 사우디아라비아와 다른 이슬람 국가들은 물론, 중화인민공화국과 가까운 관계들을 지속적으로 개발하였다.
부토는 1974년 2월 22일과 24일 사이에 라호르에서 제2차 무슬림 국가 정상 회의를 개최하였다.
하지만, 부토는 아마디야의 공동체들을 비무슬림으로 선언하는 데 이슬람교의 종교 지도자들로부터 숙고적인 압박을 향하였다. 종파의 폭력과 폭동을 제지하는 데 떨어진 부토와 구고히는 그 효력으로 헌법을 수정하였다. 부토는 자신의 국유화 프로그램을 강렬하게 만들어 농산물의 가공과 소비자 산업들에 통치하는 정부를 넓혔다. 부토는 또한 해군 대장 S. M. 아샨으로부터 조언과 함께 카라치 근처에 항구 시설들을 확장시키는 데 디자인이 된 카심 항구를 개항하였다. 하지만, 파키스탄 경제의 집행은 민간 부문의 신임에서 쇠퇴와 증가하는 관료 제도의 한 복판에 쇠퇴하였다. 1976년 놀라운 운동에서 부토는 티카 칸 장군을 대체하는 데 무함마드 지아울하크를 임명하여 지아울하크에 5명의 고령 장군들을 앞섰다. 어떤이들은 지아울하크가 이 정점에 있을 만하지 않았으나 부토가 그들 중 2명이 아라인이면서 그를 임명하였다고 말한다. 그는 효력의 힘에 의하여 자신의 공적이 아닌, 출생에 의한 공적에 남자를 판단하는 데 잘못하였다고 한다. 우리가 후에 보면서 그는 자신의 당파에 보인 과도한 후원을 겪었다.

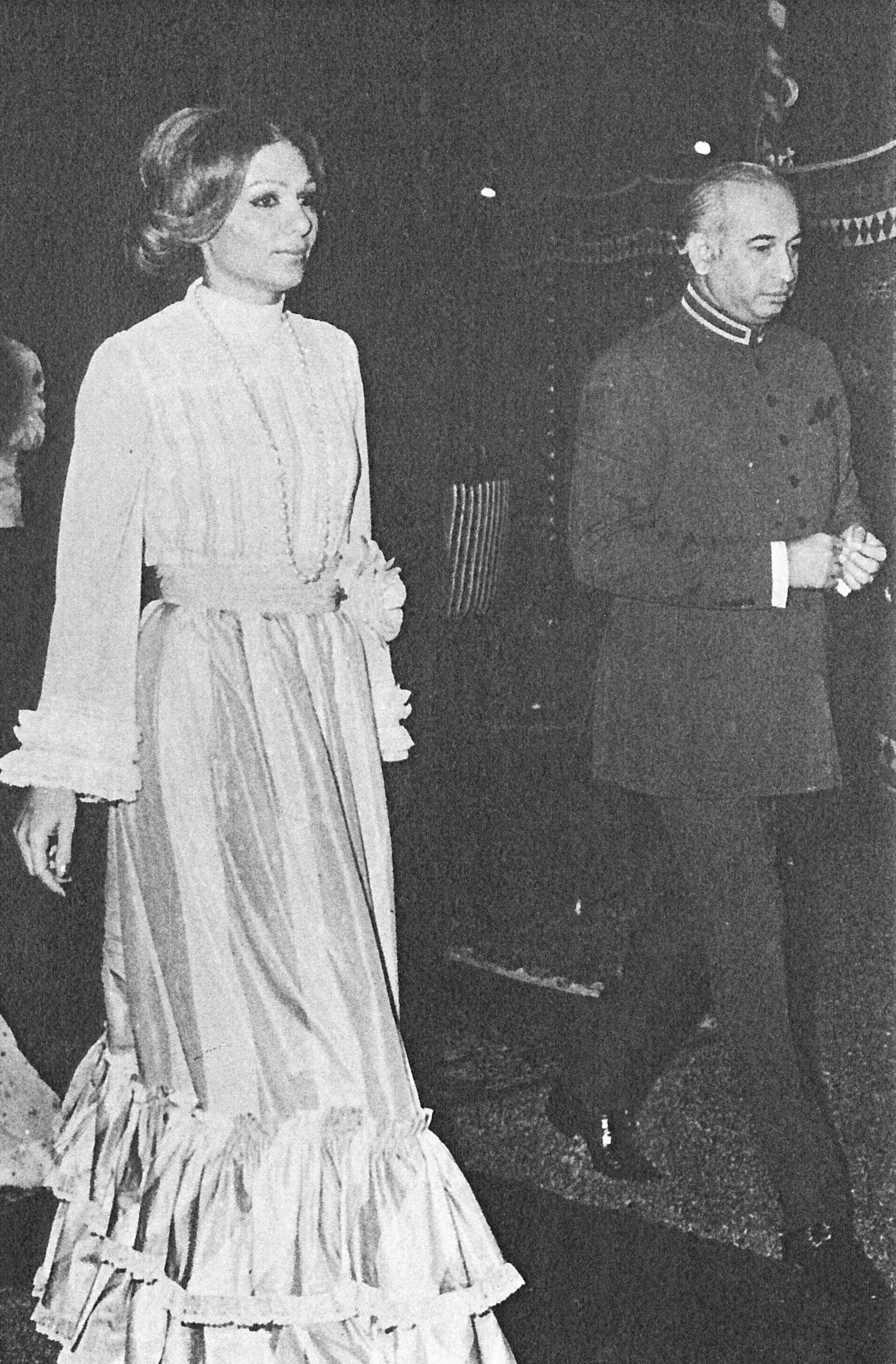
이란의 파라 팔라비와 함께

### 원자핵 프로그램
부토는 파키스탄의 원자핵 프로그램의 창설자였다. 그 군사화는 1972년 1월에 창시되었고, 그 초기의 세월에 티카 칸 장군에 의하여 이행되었다. 카라치의 원자력 발전소는 1972년 말기에 파키스탄의 대통령으로서 자신의 역할 동안 부토에 의하여 개장되었다. 오래 전에 동력부 장관으로서 그는 파키스탄 원자력 위원회의 구성에 주요 역할을 하였다. 카후타 시설도 또한 부토 행정부에 의하여 설립되었다.
자신의 교도소에서 쓴 자신의 저서 〈만약 내가 암살을 당했다면〉(1979년)에서 줄피카르 알리 부토는 1976년 헨리 키신저가 어떻게 자기에게 말했나를 누설하였다. "우리는 당신의 정부를 비스탈린화하고, 당신의 외부로 끔찍한 예를 만들 수 있습니다." 키신저는 부토에게 "만약 그 원자핵 프로그램을 지속한다면 총리는 부토의 재판과 교수형에서 미국인의 손으로 나타내는 데 해석된 진술, 대량의 값을 내야한다"고 경고하였다.

### 대중의 불안과 군사의 쿠데타
부토는 자신의 임기가 진보하면서 숙고적인 비판과 증가하는 없는 인기를 향하기 시작하였다. 그는 시초적으로 야당 지도자 압둘 왈리 칸과 자신의 야당 국민아와미당(NAP)을 목표로 삼았다. 양당의 자만의 충돌의 이론적인 비슷함에 불구하고, 국회의 내부와 외부 둘다 증가적으로 맹렬해지고, 단언된 개회적 활동들로 발로치스탄 주에서 NAP의 주 정부를 내쫓는 데 연방 정부의 결정과 함께 시작하여 당의 금지와 페샤와르에서 일어난 폭탄 투하에서 부토의 가까운 부하 하야트 칸 셰르파오의 사망 후 그 지도력의 거의의 체포에서 최고점에 달하였다.
불일치는 또한 파키스탄 인민당 안에서도 증가하여, 반체제의 지도자 아흐메드 라자 카수리의 부친의 살인이 부토가 범죄를 주모자로 기소되면서 공공적 불법과 당내의 적대 행위로 이끌어졌다. 굴람 무스타파 카르같이 권력있는 파키스탄 인민당의 당수들은 공공연하게 부토를 비난하고 그의 정권에 항의들을 소집하였다. 카이베르파크툰크와주와 발로치스탄 주에서 정치적 위기가 시민적 자유들이 남으면서 강렬하게 만들어져 거디서 전개된 100,000명의 군인들이 인권 학대와 다수의 민간인을 살해한 혐의로 고발되었다.
1977년 1월 8일 많은 야당들은 파키스탄 국민 동맹(PNA)을 형성하는 데 모였다. 부토는 깨끗한 선거를 불러 PNA는 전임적인 무력과 그 선거들에 참가하였고, 자신들의 의견들과 조망들에서 다른점들을 가졌어도 합동적으로 선거들을 경쟁할 수 있었다. PNA는 패배를 향하였으나 결과들을 받아들이지 않으면서 자신들의 상대들을 선거를 부정 수단으로 조작한 것에 고발하였다. 주의 선거들은 낮은 투표자들과 야당의 보이콧의 한 복판에 열렸고, 폭력적인 PNA는 새롭게 선출된 부토 정부를 위법으로 선언하였다. 마울란다 마우두디 같은 무슬림 지도자들은 부토 정권을 축출하는 요구를 하였다. 격렬한 정치적과 시민적 무질서는 부토에게 의회의 해산과 국민적 동일성 정부의 형성 아래 깨끗한 선거들을 위한 동의서에 도달한 PNA 당수들과 담화를 열도록 자극하였다. 하지만 그해 7월 5일 부토와 그의 내각 장관들은 지아울하크 장군 아래의 군인들에 의하여 체포되었다.
지아울하크 장군은 계엄령이 강요되어 왔고, 헌법이 정지당하고 전부의 의회들이 해산되었다고 공고하였다. 지아울하크는 또한 고령의 파키스탄 인민당과 파키스탄 국민 동맹의 당수들을 체포하는 명령을 내렸으나 10월에 열리는 선거를 약속하였다. 부토는 7월 29일에 석방되었고, 자신의 고향 라르카나에서 성원자들의 큰 대중에 의하여 환영을 받았다. 그는 즉시 파키스탄 전국을 순회하기 시작하여 큰 관중들에게 연설을 하고 자신의 정치 복귀를 계획하였다. 부토는 9월 13일 보증에 석방되기 10일 전에 다시 체포되었다. 아직 다른 체포를 두려워 한 부토는 자신의 부인 누스라트 여사를 파키스탄 인민당의 회장으로 임명하였다. 부토는 9월 17일 수감되었고, 파키스탄 인민당의 다수의 당수와 활동가들이 체포되고, 선거에서 경쟁으로부터 박탈당하였다.

## 총리의 재판
1977년 10월 24일 부토의 재판이 아흐메드 라자 카수리의 살인 음모의 고발로 시작되었다. 그해 7월 5일 무함마드 지아울하크 장군에 의하여 지도된 군사가 쿠데타를 일으켰다. 지아울하크 장군은 부토 총리를 권력에서 제거하여 한달간 그를 구금에 점유하였다. 지아울하크는 새로운 선거가 90일 안으로 열릴 것이라고 서약하였다. 그는 계속 선거를 연기하고, 성공적인 기자 회견이 있는 동안 만약 부토의 출석에 선거가 열린다면 그의 당은 다시는 권력으로 돌아오지 않을 것이라고 공공적으로 반박하였다.
자신의 석방에 부토는 파키스탄 인민당의 관중들을 간음하면서 전국을 다녔다. 그는 남쪽에서 북쪽으로 여행하는 데 열차를 이용하여 돌아오는 길에 다른 역들에서 공공적 모임에 연설하였다. 몇몇의 이 열차들은 자신들의 각각 목적지들에 도달하는 데 늦었으며 결과로서 부토는 열차에 의한 여행으로부터 쫓겨났다. 물탄에 자신의 마지막 방문은 부토의 정치 경력과 최후적으로 그의 일생에서 전환기로 특징을 지었다. 국민들이 그에 대항하여 부토 자신의 안정을 위한 모임들로부터 그를 보호하는 데 더욱 중요해졌기 때문에 관중들은 더욱 무질서하게 되어 부토가 수감되어 왔다고 선언하는 데 행정을 위한 기회를 마련하였다.

## 재구속과 증거의 위조
9월 3일 육군은 부토를 1974년 3월 정치적 반대자들의 살인을 위임한 고발들에 다시 체포하였다. 35세의 정치인 아흐메드 라자 카수리는 자신이 이전에 당을 떠났음에 불구하고 파키스탄 인민당 후보로서 선거에 나가려고 했다. 파키스탄 인민당은 그를 거절하였다. 3년 일찍이 카수리와 그의 가족은 숨겨져 왔고, 카수리의 부친 나와브 모함메드 아흐마드 칸이 죽는 데 놔두었다. 카수리는 자신이 실제로 목표물이었다고 주장하여 부토를 주모자로서 고발하였다. 후에 카수리는 자신이 15개의 암살 시도들의 희생자였다는 것을 주장하였다.
부토는 판사 사마다니가 증거를 "모순되고 미완성"이라고 찾아낸 후 자신이 구속된 지 10일 만에 풀려났으며, 그는 즉시 법원으로부터 제외되고 법무부의 처리에 놓였다. 3일 후, 지아울하크 장군은 똑같은 고발들에 부토를 다시 체포하여 이번에는 "계엄령" 아래였다. 파키스탄 인민당은 부토의 후원자들 사이에 데모들을 결성하여 지아울하크는 다가오는 선거를 취소하였다.
부토는 열등 법원에 대신 라호르의 고등 법원의 앞에 규탄되어 그러므로 자동적으로 호소의 한 단계로 그에게 주지 않았다. 그에게 보석금을 승인한 판사는 제외되었다. 보석금을 부인한 라호르 고등 법원의 법원장 마울비 무슈타크 알리에 의하여 인솔된 5명의 새로운 판사들이 임명되었다. 재판은 5달간 지속되었고, 부토는 재판을 위하여 특별히 지어진 안벽에 있는 법원에 나왔다.
1977년 10월 24일 진행들이 시작되었다. 연방 비밀 경찰의 총재 마수드 마흐무드는 부토에 대항하여 증언하였다. 마흐무드는 지아울하크 장군의 쿠데타 후 즉시 구속되어왔고, 저항을 차지하는 대비에 두달간 징역 살이를 해왔다. 그의 증언에서 그는 부토가 카수리의 암살을 명령하고, 연방 비밀 경찰의 4명의 회원들이 부토의 명령들에 잠복을 결성하였다고 주장하였다.
4명의 주장된 암살자들은 체포되고 후에 자수하였다. 그들은 법원에 "공동 피고인"으로서 법원에 데려와졌으나, 그 중에 하나는 그의 증언을 교정하여 고문 아래 자신으로부터 끌어내졌다고 주장하였다. 이어진 날, 법원에 목격자아 출석하지 않고, 기소는 그가 갑자기 병이 들었다고 주장하였다.
부토의 방어는 기소를 제출한 육군의 업무 일지로부터 증거와 함께 기소에 도전하였다. 그것은 이른바카수리에 공격이 있는 동안 몰아진 지프가 당시 라호르에 없었다는 것을 보였다. 기소는 "부정확하다"로서 경시된 업무 일지를 가졌다. 방어에 의한 목격자의 반대 심문이 있는 동안 판사석은 가끔 의문을 방해하였다. 706 페이지나 되는 공식 사본은 반대들 중의 아무것도 업거나 혹은 방어에 의하여 지적된 증거에서 불일치를 담고 있었다. 하고 자신들을 부정한 몇몇의 증인들에 전체로 근거를 두었다.
재판에 참석한 미국의 전 법무 장관 램지 클라크는 부토의 선고를 감형하는 데 파키스탄 정부와 변론하였다. 1978년 1월 25일 부토가 자신의 증언을 시작할 때 최고 재판관 말루비 무슈타크는 전부의 업저버들에게 법원을 닫았다. 부토는 더 이상 말을 하는 데 거부하며 응답하였다. 부토는 재심을 요청하고, 이른바 무슈타크가 부토의 고향인 신드주에 모욕을 한 후, 최고 재판관을 기소하였다. 법원은 그의 요청을 거부하였다.

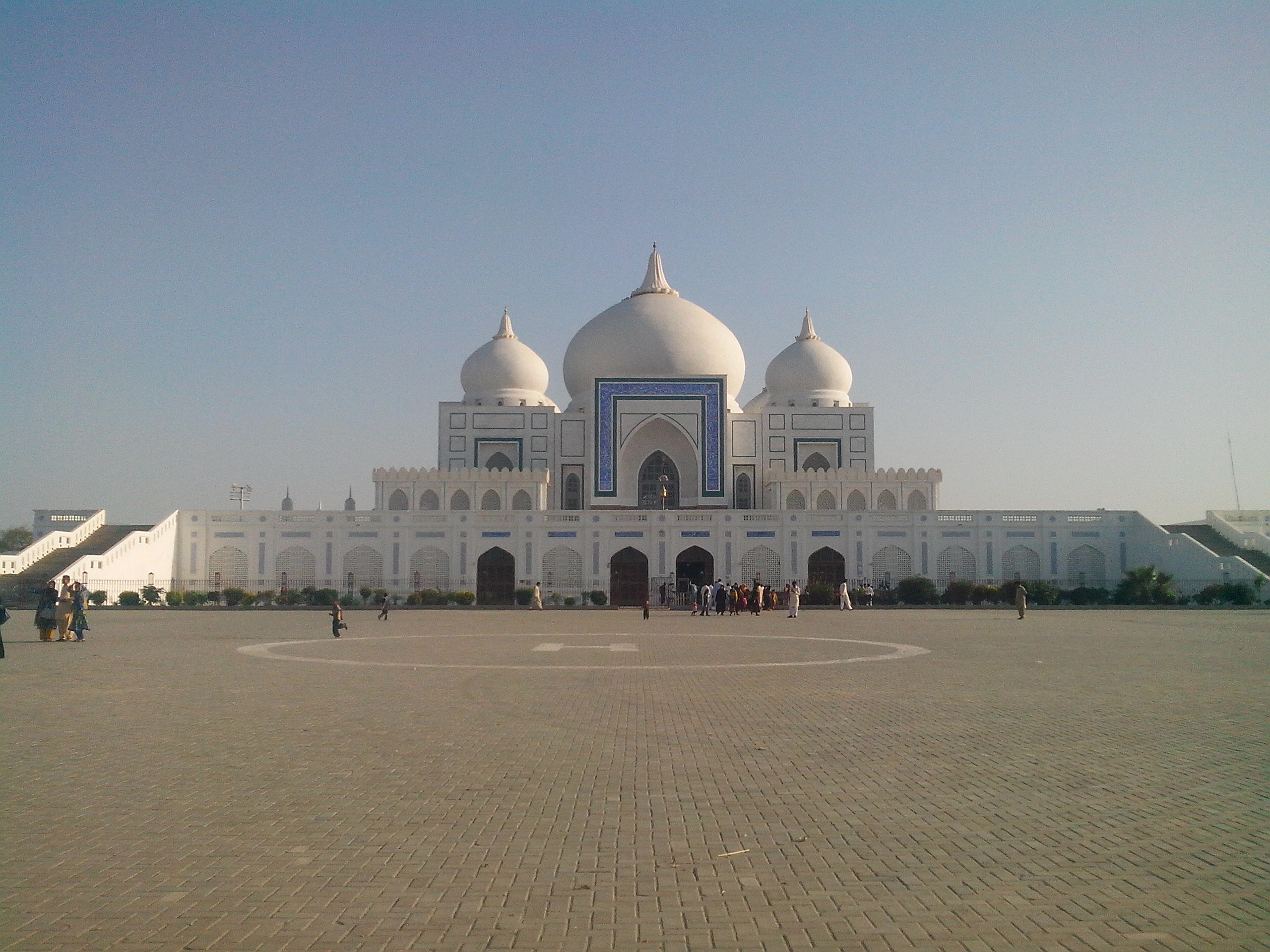
가르디 쿠다 바크시에 있는 줄피카르 알리 부토와 그의 가족이 안장된 대영모

## 사형 선고와 호소
1978년 3월 18일 부토는 살인죄의 유죄 판결을 받고, 교수형을 선고받았다. 부토는 호소를 추구하지 않았다. 그가 라왈핀디 중앙 교도소로 옮겨질 때 그의 가족은 그를 대표하여 호소하고, 5월 대법원이 착수하기 전에 청각하였다. 부토는 준비하는 데 1주가 주어졌다. 부토는 지아울하크가 그 출판을 막았어도 고발들에 철저한 답변을 발포하였다. 그해 7월 말기까지 최고 재판관 S. 안와룰 하크가 법원을 연기하였으며, 9명의 호소의 판사들 중 5명이 라호르 평결을 앞도하는 데 기꺼이 하였기 때문이다. 친부토 판사들 중의 하나는 7월에 퇴직하였다.
최고 재판관 S. 안와룰 하크는 자신의 가까운 친구 지아울하크가 국가의 외부에 있을 때 권한 대행으로 지내는 데 불구하고 재판을 지배하였다. 부토의 변호사들은 대법원 앞에서 자신의 방어를 지휘하는 데 부토에 권리를 안정시킬 수 있었다. 12월 18일 부토는 라왈핀디에서 꽉 채워진 법원 앞에서 공공 출연을 이루었다. 이때로 봐서 그는 9달간 사형수 감방에 놓여왔고, 이전 25일 동안 깨끗한 물 없이 갔다고 한다. 그는 4일간 법원에서 각서 없이 연설하였다.
12월 23일 호소는 완료되었다. 1979년 2월 6일 대법원은 꾸밈없는 4 대 3의 다수결에 의하여 도달된 결정인 "유죄" 판결을 내렸다. 부토 가족은 재조사 청원을 제출하는 데 7일을 보냈다. 2월 24일 다음 법원 청각이 시작될 때 관용을 위한 호소들이 많은 국가 원수들로부터 왔다. 지아울하크는 호소들이 정치인들 사이에 노동 조합 회의 활동으로 총계가 이루어졌다고 말하였다.
3월 24일 대법원은 청원을 거절하였다. 지아울하크는 사형 선고를 시인하였다. 부토는 4월 4일 교수형에 처해졌다. 그는 가르히 쿠다 바크시에 있는 자신의 조상적 마을에 안장되었다.

## 같이 보기
- 베나지르 부토